# Дрен (Лазаревац)
Дрен је насеље у градској општини Лазаревац у граду Београду. Према попису из 2022. било је 437 становника.

## Демографија
У насељу Дрен живи 333 пунолетна становника, а просечна старост становништва износи 37,9 година (36,9 код мушкараца и 39,1 код жена). У насељу има 137 домаћинстава, а просечан број чланова по домаћинству је 3,25.
Ово насеље је насељено Србима (према попису из 2002. године).
|  |

| Демографија | Демографија | Демографија |
| Година      | Становника  | Становника  |
| ----------- | ----------- | ----------- |
| 1948.       | 484         |             |
| 1953.       | 467         |             |
| 1961.       | 437         |             |
| 1971.       | 402         |             |
| 1981.       | 403         |             |
| 1991.       | 453         | 452         |
| 2002.       | 445         | 455         |

| Етнички састав према попису из 2002.‍ | Етнички састав према попису из 2002.‍ | Етнички састав према попису из 2002.‍ | Етнички састав према попису из 2002.‍ | Етнички састав према попису из 2002.‍ |
| ------------------------------------ | ------------------------------------ | ------------------------------------ | ------------------------------------ | ------------------------------------ |
|                                      |                                      |                                      |                                      |                                      |
| Срби                                 | Срби                                 |                                      | 444                                  | 99,77%                               |
| Руси                                 | Руси                                 |                                      | 1                                    | 0,22%                                |
| непознато                            | непознато                            |                                      | 0                                    | 0,0%                                 |

| Година пописа     | 1948. | 1953. | 1961. | 1971. | 1981. | 1991. | 2002. |
| ----------------- | ----- | ----- | ----- | ----- | ----- | ----- | ----- |
| Број домаћинстава | 95    | 95    | 105   | 103   | 110   | 130   | 137   |

| Број чланова      | 1  | 2  | 3  | 4  | 5  | 6  | 7 | 8 | 9 | 10 и више | Просек |
| ----------------- | -- | -- | -- | -- | -- | -- | - | - | - | --------- | ------ |
| Број домаћинстава | 25 | 29 | 24 | 26 | 14 | 17 | 2 | 0 | 0 | 0         | 3,25   |

| Пол    | Укупно | Неожењен/Неудата | Ожењен/Удата | Удовац/Удовица | Разведен/Разведена | Непознато |
| ------ | ------ | ---------------- | ------------ | -------------- | ------------------ | --------- |
| Мушки  | 185    | 51               | 115          | 9              | 9                  | 1         |
| Женски | 166    | 22               | 115          | 27             | 2                  | 0         |
| УКУПНО | 351    | 73               | 230          | 36             | 11                 | 1         |

| Пол    | Укупно                    | Пољопривреда, лов и шумарство | Рибарство                            | Вађење руде и камена | Прерађивачка индустрија       |
| ------ | ------------------------- | ----------------------------- | ------------------------------------ | -------------------- | ----------------------------- |
| Мушки  | 102                       | 12                            | 0                                    | 57                   | 11                            |
| Женски | 47                        | 12                            | 0                                    | 9                    | 6                             |
| УКУПНО | 149                       | 24                            | 0                                    | 66                   | 17                            |
| Пол    | Производња и снабдевање   | Грађевинарство                | Трговина                             | Хотели и ресторани   | Саобраћај, складиштење и везе |
| Мушки  | 1                         | 8                             | 1                                    | 1                    | 6                             |
| Женски | 0                         | 1                             | 7                                    | 1                    | 1                             |
| УКУПНО | 1                         | 9                             | 8                                    | 2                    | 7                             |
| Пол    | Финансијско посредовање   | Некретнине                    | Државна управа и одбрана             | Образовање           | Здравствени и социјални рад   |
| Мушки  | 0                         | 1                             | 2                                    | 2                    | 0                             |
| Женски | 0                         | 0                             | 3                                    | 3                    | 2                             |
| УКУПНО | 0                         | 1                             | 5                                    | 5                    | 2                             |
| Пол    | Остале услужне активности | Приватна домаћинства          | Екстериторијалне организације и тела | Непознато            | Непознато                     |
| Мушки  | 0                         | 0                             | 0                                    | 0                    | 0                             |
| Женски | 2                         | 0                             | 0                                    | 0                    | 0                             |
| УКУПНО | 2                         | 0                             | 0                                    | 0                    | 0                             |